# Drugi rząd Wilhelma Marxa
 Drugi rząd Wilhelma Marxa – 27 maja 1924 – 15 stycznia 1925.
| Funkcja                                                 | Imię i nazwisko                        | Partia      |
| ------------------------------------------------------- | -------------------------------------- | ----------- |
| Reichskanzler - Kanclerz Rzeszy                         | Wilhelm Marx                           | Zentrum     |
| Stellvertreter des Reichskanzlers - Wicekanclerz Rzeszy | Karl Jarres                            | DVP         |
| Minister spraw zagranicznych                            | Gustav Stresemann                      | DVP         |
| Minister spraw wewnętrznych                             | Karl Jaures                            | DVP         |
| Minister finansów                                       | Hans Luther                            | bezpartyjny |
| Minister gospodarki                                     | Eduard Hamm                            | DDP         |
| Minister polityki żywnościowej i rolnictwa              | Gerhard Graf von Kanitz                | bezpartyjny |
| Minister pracy                                          | Heinrich Brauns                        | Zentrum     |
| Minister obrony                                         | Otto Geßler                            | DDP         |
| Minister transportu                                     | Rudolf Oeser (do 12 października 1924) | DDP         |
| Minister poczty                                         | Anton Höfle                            | Zentrum     |
| Minister do spraw terytoriów okupowanych                | Anton Höfle                            | Zentrum     |